# Sophie-Charlotte d'Anhalt-Bernbourg-Schaumbourg-Hoym
Sophie-Charlotte Ernestine d'Anhalt-Bernbourg-Schaumbourg-Hoym (Château de Schaumbourg, 3 avril 1743 – Birstein, 5 octobre 1781) est une noble de la famille d'Anhalt-Bernbourg-Schaumbourg-Hoym, et princesse d'Isembourg-Büdingen-Birstein.

## Biographie
Elle est la fille de Victor Ier d'Anhalt-Bernburg-Schaumburg-Hoym, prince d'Anhalt-Bernbourg-Schaumbourg-Hoym de 1727 à 1772, et de sa seconde épouse Hedwige-Sophie Henckel de Donnersmarck.
Elle épouse, à l'âge de dix-sept à Wolfgang-Ernest II, prince d'Isembourg-Büdingen-Birstein à partir de 1741. Le mariage est célébré à Schaumbourg le 20 septembre 1760.
Sophie donne naissance à huit enfants, dont l'héritier de la principauté:
- Ernestine-Sophie (Birstein, 25 septembre 1761-Birstein, 22 avril 1763);
- Wolfgang-Ernest (Birstein, 20 septembre 1762-Birstein, 5 décembre 1762);
- Sophie- Frédérique (Birstein, 27 janvier 1765-Birstein, 26 avril 1767);
- Charles-Frédéric (Birstein, 29 juin 1766-Birstein, 21 mars 1820);
- Victor-Guillaume (Birstein, 11 mars 1769-Birstein, 21 mars, 1770);
- Éléonore-Frédérique (Birstein, 30 janvier 1771-Birstein, 24 juin 1772);
- Wolfgang-Ernest (Birstein, 7 octobre 1774-Offenbach, 7 mars 1837);
- Victor-Amédée (Birstein, 10 septembre 1776-Offenbach, 25 septembre 1840).

Sophie est décédée le 5 octobre 1781 à Birstein, et est enterré à Offenbach. Son mari se remarie près de trois ans après, le 20 août 1783 avec Ernestine de Reuss, avec laquelle il n'a pas d'enfants. À la mort de Wolfgang Ernest, qui a lieu à Offenbach le 3 février 1803, la principauté passe à Charles Frédéric, qui devient en 1806, le prince d'Isembourg.